# Скрипофилия
Скрипофилията е вид колекционерство – изучаване и събиране на сертификати за акции и облигации. Скрипофилията е специализирана област на нумизматиката и се е развила като вид на колекциониране поради декоративната стойност на определени исторически свидетелства и поради интереса към историческия контекст на много от документите. Съществуват и стари акции, които все още имат стойност, представляваща действителни дялове в първоначалното дружество.

## История
Скрипофилията получава признание като хоби около 1970 г.. Думата „скрипофилия“ е измислена чрез комбиниране на думи от английски и гръцки. Думата "scrip" представлява право на собственост, а думата "philos" означава „да обичаш“.
Днес има хиляди колекционери по целия свят в търсене на оскъдни, редки и популярни акции и облигации. Независимо дали са частни инвеститори или бизнесмени, много колекционери обичат скрипофилията като хоби, докато други я смятат за добра форма на инвестиция. 
Много колекционери оценяват историческото значение на старите акции и облигации и колекционират акции на значими предприятия или акции принадлежали на известни личности или подписани от предприемачи останали в историята. Други предпочитат декоративността на по-старите акции с богато украсени гравюри и илюстрации. Някой колекционери се интересуват само от изключително рядко срещани акции. 
Също много популярни са акциите на големи компании, които все още съществуват. Често срещани компании, които издават персонализирани сертификати за акции и още съществуват, включват The Walt Disney Company, Harley-Davidson, McDonald's, Starbucks, Google, Ford Motor Company, The Coca-Cola Company и Berkshire Hathaway. 
Много колекционери на автографи се занимават със скрипофилия, търсейки акции, подписани от исторически или известни личности. Примери за акции от този тип са Standard Oil Company, подписани от Джон Д. Рокфелер, акции на Franklin Fire Insurance Company, подписани от Henry Charles Carey, акции на Eastern Air Lines, подписани от Eddie Rickenbacker когато е бил президент на компанията, и много други.
Една от най-старите акции в света е на Dutch East India Company.

## Като хоби
Голяма част от скрипофилията е изучаването на финансовата история. През годините са регистрирани милиони компании, които са набирали капитал. За да направят това, основателите на тези компании са емитирали ценни книжа. Най-общо казано, те или емитират капиталови ценни книжа под формата на акции или дългови ценни книжа под формата на облигации. Съществуват обаче много разновидности на капиталови и дългови инструменти, включително обикновени акции, привилегировани акции, варанти и облигации от различни видове.
Всеки сертификат е част от историята на компанията и нейния бизнес. Някои компании постигат голям успех, докато други биват придобити и слети с други компании. Цветът, хартията, подписите, датите, печатите, анулиранията, границите, снимките, винетките, индустрията, борсовият брокер, името на компанията, трансферният агент, принтерът и името на притежателя представляват интерес за скрипофилистите. 
Днес акциите и облигациите обикновено се издават по електронен път, което означава, че се издават по-малко хартиени сертификати като процент от действително издадените наличности. Интернет е изиграл роля за повишаване на осведомеността за хобито. Вече съществуват редица уебсайтове, които продават стари акции и облигации. 

## Скрипофилия в България
Скрипофилията в България е от голямо значение за изучаването на икономическата история на държавата. 
Хронологично, те могат да бъдат класифицирани в три периода. Първият период е между края на руско-турската освободителна война и началото на тоталитарния режим в България. Акциите от този период имат най-висока стойност сред колекционерите, тъй като са стари, рядко срещани, декоративно и разнообразно оформени и свидетелстват за развитието на многобройни отрасли. Вторият период е на тоталитаризма в България, в който акциите са еднотипно оформени и налични в голям тираж. Третият период обхваща възраждането на демокрацията, в който акциите изглеждат модерно и са също в голям тираж. 
Най-старата българска акция е на дружество "Провидение". През декември 1862 г. в Цариград търговците Петър Попов, Илия Дюкмеджиев и братята Янко и Петър Карадончови създават „Българско търговско парапловно дружество „Провидение”. Това е първото в историята българско акционерно дружество. Дружество „Провидение” издава 1250 акции на стойност 10 османски лири. Известни са няколко останали акции от това дружество, например в националния историческия музей в София, във военноморския музей във Варна и в частни колекции като например колекцията „Български Исторически Ценни Книжа, Акции и Облигации“ за периода от края на Руско-турската освободителна война (1878 г.) до септември 1944 г.
Едни от най-декоративните български акции са на Съединени печатници Издателсво и Графическо изкуство А.Д. и на Акционерното търговско питиепродавателно содо-лимонадено дружество ИСКЪРЪ.
Има множество акции издадени в чужбина на чужд език. Една от тях е на трамвайната линия в София, Tramways Eleqtriques de Sofia, с изображения на центъра на София. 
Интересни са също акциите на чуждестранни фирми навлезнали на българския пазар. Такава акция е на австрийското дружество Steyr. 
Има и български акции принадлежали на известни за времето си личности като например акция на Районен Земеделски Кооперативен Синдикат от 1922г. принадлежала на тогава десйтващия министър Константин Томов, военен министър в правителството на Александър Стамболийски. 

## Допълнителна информация
- Drezen, Richard S. The Art of the Market: Two Centuries of American Business as Seen Through Its Stock Certificates //  Library Journal 124 (20).   December 1, 1999. с. 154. (subscription required)
- Accounting Historians, Academy of. Accounting history hobbies; Scripophily //  Accounting Historians Notebook 8 (1).   Academy of Accounting Historians, Spring 1985. (subscription required)
- Regan, Michael P. Collectors Are Shelling Out $395 for Bear Stearns Stock Certificates //  Bloomberg.   Посетен на July 24, 2023.